# Aida Stucki

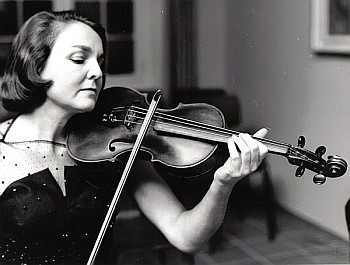
Aida Stucki podczas gry na skrzypcach

Aida Stucki, po mężu Piraccini (ur. 19 lutego 1921 w Kairze, zm. 9 czerwca 2011 w Winterthur) – szwajcarska skrzypaczka i nauczycielka gry, nauczycielka Anne-Sophie Mutter. Koncertowała z mężem w kwartecie smyczkowym Piraccini-Stucki.

## Albumy
- L'art de Aida Stucki – nagrania z 1949, TAHRA
- Mozart, Mozart: The Violin Concertos; Sinfonia Concertante; Violin Sonatas, Zestaw 6 CD